# MattyB
Matthew David Morris známější pod svou přezdívkou MattyBRaps nebo jen MattyB (* 6. ledna 2003 Duluth, Georgie) je americký dětský rapper a herec. Svou první písničku nahrál poprvé v sedmi letech na YouTube. Písnička se jmenovala Eenie Meenie a brzy začala získávat úspěch i když se jednalo pouze o coververzi. Do roku 2013 měl na YouTube více než 500 miliónů zhlédnutí. V současnosti žije se svou rodinou v Suwanee ve státě Georgie. Jeho otec se jmenuje Blake a byl zároveň jeho první manažer. Nyní je manažerem jeho matka Tawny. Má tři starší bratry a mladší sestru Sáru, která má Downův syndrom.

## Diskografie
MattyB má na svém YouTube účtu již více než 25 originálních skladeb a 90 coverů. 27. srpna také zveřejnil své první EP album Outside The Lines, které obsahovalo čtyři originální písničky.

## Zajímavosti
- Jeho rodina má vlastní nahrávací studio přímo v jejich vlastním domě.[4]
- Matthew chodil na hodiny zpěvu ke stejnému učiteli, ke kterému také chodil např. Justin Bieber nebo Usher.[4]
- Je velkým fanouškem Michaela Jacksona.[4]
- MarsRaps, jeho producent, je zároveň jeho bratranec.[4]